# Parasmittina novella
Parasmittina novella är en mossdjursart som beskrevs av Hayward och Cook 1983. Parasmittina novella ingår i släktet Parasmittina och familjen Smittinidae. Inga underarter finns listade i Catalogue of Life.